# 1584
1584 (MDLXXXIV) je bilo prestopno leto, ki se je po gregorijanskem koledarju začelo na nedeljo, po 10 dni počasnejšem julijanskem koledarju pa na sredo.

## Dogodki
- 16. januar - v Avstrijskem cesarstvu vključno s slovenskim ozemljem (brez Prekmurja) uvedejo gregorijanski koledar, zato 7. januarju po julijanskem koledarju sledi 16 januar.
- Jurij Dalmatin v Wittenbergu izda prvi slovenski prevod celotnega Svetega pisma
- Fjodor I. na ruskem prestolu nasledi svojega očeta, Ivana IV.
- ob obali Belega morja je ustanovljeno mesto Arhangelsk
- Angleži kolonizirajo Virginijo.

## Rojstva
- Mijamoto Musaši, japonski samuraj in mečevalec († 1645)

## Smrti
- 18. marec - Ivan Grozni, ruski car (* 1530)
- - Yi Yulgok, korejski konfucijanski filozof (* 1536)